# Barbolla
Barbolla is een gemeente in de Spaanse provincie Segovia in de regio Castilië en León met een oppervlakte van 26,13 km². Barbolla telt 186 inwoners (1 januari 2016).

## Demografische ontwikkeling
Bron: INE, 1857-2011: volkstellingen
Opm.: In 1857 werd de gemeente El Olmo aangehecht